# Freedom (Kalifornia)
Freedom – jednostka osadnicza w Stanach Zjednoczonych, w stanie Kalifornia, w hrabstwie Santa Cruz.